# 夜の早慶戦
夜の早慶戦（よるのそうけいせん）は、東京で起きていた騒動。

## 概要
早慶戦が行われた夜に、早稲田大学の学生と慶應義塾大学の学生によって起こされていた騒動。

### 戦前

#### 1920年代
1920年代後半より早慶戦では慶應義塾大学の勝利が続く。この時期に早慶戦があった日の夜には慶應義塾大学の学生が銀座で大騒ぎをするようになる。その後に慶應義塾大学の学生で溢れる夜の銀座に早稲田大学の学生が乱入して衝突するようになり、この両者の衝突が恒例行事となっていく。当時の報道ではこの騒ぎのことは「銀座早慶戦」とも呼ばれていた。
当時の早慶戦の夜の銀座は、飲み歌い練り歩く大学生と、警察官・大学の巡回員でごった返していた。さらには大学生による飲食店や喫茶店の占拠、無銭飲食、店内の商品や備品の破壊なども引き起こされていた。早大生と慶大生の大小の乱闘もあちこちで発生していた。中には「早々戦やら慶々戦」と呼ばれた同士討ちや、この騒動に便乗して乱入する部外者もいた。通行人も巻き込まれたり、電車や自動車がストップしてしまうということもあった。早大生と慶大生が銀座で仲良く交歓している場もあったのだが、ほぼ全てが両者の衝突となっていた。夜の早慶戦により警察官に検束される大学生が毎回出ており、数人から数十人に及んでいた。

#### 1930年代
1930年代より早稲田大学の学生は新宿にも繰り出していた。当時の新宿は関東大震災から多くのデパートや飲食店が軒を連ねていたことから「山の手銀座」の地位を神楽坂から奪う形で賑わいを見せていた。このような新宿に早慶戦終了後に早大生が流入することは、新宿は早稲田大学の縄張りであるという意識をもたらす原動力となった。新宿に慶大生が乱入するということはなかったが、銀座でと同様に飲食店や喫茶店で無銭飲食や破壊が行われていた。1933年のリンゴ事件が発生した際には、その日の夜の銀座では早慶の学生たちが衝突して大騒動となっていた。

#### 1940年代
1937年7月の日中戦争開始より夜の早慶戦は自粛されていき、1940年の春季リーグの早慶戦1日目の夜は興亜奉公日であるため静かな夜であったものの、2日目の夜は銀座で早大生と慶大生の衝突が起こった。同時に新宿でも早大生が大騒ぎをしていた。この頃の夜の早慶戦を巡っては賛否が議論されており、おおむねそれには批判的であったものの、学生時代は社会に害を及ぼさず罪の無い程度の騒ぎは多めに見ていいと思うという意見もあった。

### 戦後

#### 1950年代
戦後も早大生は早慶戦終了後の夜には新宿に繰り出していた。1950年頃には新宿武蔵野館がある十字路付近で校歌の大合唱やスクラムを組む騒ぎが繰り広げられた。周辺の商店はこれを恐れて、早慶戦の日には早じまいをしたり臨時休業をしていた。だが1955年の秋の早慶戦の夜には大学生の群れで道路がストップして、通行人への暴力沙汰も発生したため、周囲の商店街や警察署はこれまで大目に見てきたのから一転して、翌春からは一般人への被害を防ぐという方向にシフトして取締りをされるようになった。このことから翌1956年はこれまでよりも規模は小さくなり、通行人を巻き込むことも無くなった。そして1959年頃からは東京都から新宿駅東口広場を借り受けて、そこで騒ぐこととされた。

#### 1960年代
新宿駅東口広場で騒ぐこととなっていたのだが、1960年代に入ってからも新宿駅中央口広場で騒いでいたことが確認され、1960年代半ばには看板破損などの弁償金が81万円であったという記録もある。1960年代半ばより早大生は早慶戦の夜には歌舞伎町でも騒ぐようになる。歌舞伎町というのは戦後に新たに作られた街であり、都電の駅の歌舞伎町付近への移動や西武新宿線の延伸や博覧会開催や新宿コマ劇場の開設などの人の集まる要素が重なったことから新宿の娯楽の中心地は歌舞伎町として発展していく。このことと重なるように、1960年代半ば以降の早慶戦の夜に早大生は歌舞伎町で騒ぐようになっていった。

#### 1970年代
1970年代に入ってからも歌舞伎町での夜の早慶戦は盛んであったのだが、1972年秋にはスクラムに巻き込まれた通行人から警察への苦情が殺到して、読売新聞には「夜の早慶公害」と非難される。翌1973年には「レインボーガーデン」が「ヤングスポット」に改称・整備されて、そこの噴水に飛び込まれるようになる。1977年の朝日新聞にはこのような騒ぎを批判する記事が掲載され、世間の夜の早慶戦への風当たりは強まっていく。

#### 1980年代
1980年代に入っても夜の早慶戦の勢いは衰えていなかった。1981年春の東京六大学野球連盟の大会では明治大学が優勝したことから早稲田大学の学生と明治大学の学生がコマ劇場前の広場の占有権を巡って衝突を繰り広げて、明治大学の学生が占拠するということがあった。だが1983年には学生が飛び込んでいた噴水は水を抜かれて、翌年には花壇になってしまった。そして世間も空間も夜の早慶戦を受け入れなくなっていった。元々歌舞伎町の人々が夜の早慶戦に比較的寛容であったのは、1960年代には過激派学生やフーテン族などの厄介な集団がいたからというのもある。しかしこの過激派学生やフーテン族が退潮すると歌舞伎町の人々も夜の早慶戦には厳しくなっていった。2021年の毎日新聞の記事では、2011年に新宿コマ劇場が解体されたことからも、夜の早慶戦は過去のものになったとされている。

#### 1990年代以降
1990年代に入ってからも夜の早慶戦は続けられてきたもののその規模は年々縮小して行き、メディアで扱われる頻度も年々減少して行った。